# L'Amour parmi les monstres
L'Amour parmi les monstres (Chained for Life) est un film américain de Harry L. Fraser sorti en 1954.

## Synopsis
Le directeur d’un minable théâtre ambulant proche de la faillite décide d’engager deux sœurs siamoises adultes, Dorothy et Viviane Hamilton, pour être l’attraction vedette de son spectacle. Et pour attirer davantage la foule, il a l’idée lumineuse d’organiser une fausse histoire d’amour et de fiançailles entre l’un des artistes de la troupe et Dorothy. Mais celle-ci se laisse prendre au jeu et aime sincèrement celui qui accepte de l'épouser par cupidité, pour l’abandonner au lendemain.

Désespérée par le chagrin de Dorothy, Viviane tue l’infidèle. Mais si le crime ne fait aucun doute, la justice se retrouve devant un dilemme insoluble : comment punir la meurtrière sans faire payer également l’innocente ?

## Fiche technique
- Réalisateur : Harry L. Fraser
- Scénario : Nat Tanchuk
- Dialogue : Albert de Pina
- Chef opérateur : Jackie Feindel
- Musique : Henry Vars
- Producteur : George Moskov pour Renaissance Film
- Origine : États-Unis
- Tourné en 1958
- Genre : Drame
- Durée : 81 minutes
- Sortie : 29 octobre 1954

## Distribution
- Violet Hilton : Vivian Hamilton
- Daisy Hilton : Dorothy Hamilton
- Mario Laval : Andre Pariseau
- Allen Jenkins : Hinkley
- Patricia Wright : Renée
- Edna Holland : Mabel